# Anette Vázquez
Anette Natalia Vázquez Mendoza (* 11. März 2002 in Guadalajara, Jalisco), üblicherweise als Anette Vázquez bezeichnet und auch bekannt unter ihrem Spitznamen „La Rata“ (dt. „Die Ratte“), ist eine mexikanische Fußballspielerin, die vorwiegend im offensiven Mittelfeld eingesetzt wird.

## Laufbahn

### Verein
Anette Vázquez steht seit 2017 bei Chivas Femenil unter Vertrag und ist eine von 5 Spielerinnen, die mit Chivas beide zwischen 2017 und 2022 errungenen Meistertitel der Liga MX Femenil gewannen. Die vier anderen sind (in alphabetischer Reihenfolge) Victoria Acevedo, Susan Bejarano, Blanca Félix und Lía Romero. Ihr Ligadebüt krönte sie am 29. Juli 2017 (1. Spieltag) beim 3:0-Sieg im Heimspiel gegen Atlas Guadalajara mit ihrem ersten Tor, dem 1:0-Führungstreffer in der siebten Minute.

### Nationalmannschaft
Auf internationaler Ebene feierte „La Rata“ Vázquez ihren bislang größten Erfolg als Juniorennationalspielerin, als sie mit der U17-Nationalmannschaft bei der Weltmeisterschaft 2018 Vizeweltmeister wurde. Vier Jahre später gehörte sie zur Stammformation der U20-Nationalmannschaft, für die sie alle 4 Spiele im Turnier der Weltmeisterschaft bestritt.

## Erfolge

### Verein
- Mexikanischer Meister: Apertura 2017, Clausura 2022
- Campeón de Campeones: 2022

### Nationalmannschaft
- Finalist U17-Weltmeisterschaft 2018